# Alloxysta pleuralis
Alloxysta pleuralis is een vliesvleugelig insect uit de familie van de Figitidae. De wetenschappelijke naam van de soort is voor het eerst geldig gepubliceerd in 1879 door Cameron.